# Guiseniers
Guiseniers és un municipi francès situat al departament de l'Eure i a la regió de Normandia. L'any 2007 tenia 415 habitants.

## Demografia

### Població
El 2007 la població de fet de Guiseniers era de 415 persones. Hi havia 151 famílies, de les quals 28 eren unipersonals (12 homes vivint sols i 16 dones vivint soles), 48 parelles sense fills i 75 parelles amb fills.
La població ha evolucionat segons el següent gràfic:
Habitants censats

### Habitatges
El 2007 hi havia 179 habitatges, 148 eren l'habitatge principal de la família, 29 eren segones residències i 2 estaven desocupats. 177 eren cases i 1 era un apartament. Dels 148 habitatges principals, 129 estaven ocupats pels seus propietaris, 16 estaven llogats i ocupats pels llogaters i 3 estaven cedits a títol gratuït; 1 tenia una cambra, 5 en tenien dues, 23 en tenien tres, 38 en tenien quatre i 81 en tenien cinc o més. 92 habitatges disposaven pel capbaix d'una plaça de pàrquing. A 62 habitatges hi havia un automòbil i a 76 n'hi havia dos o més.

### Piràmide de població
La piràmide de població per edats i sexe el 2009 era:
| Homes | Edats   | Dones |
| ----- | ------- | ----- |
| 0     | 95 o +  | 0     |
| 0     | 90 a 94 | 4     |
| 0     | 85 a 89 | 0     |
| 0     | 80 a 84 | 0     |
| 8     | 75 a 79 | 8     |
| 8     | 70 a 74 | 12    |
| 4     | 65 a 69 | 8     |
| 8     | 60 a 64 | 4     |
| 8     | 55 a 59 | 4     |
| 20    | 50 a 54 | 16    |
| 24    | 45 a 49 | 16    |
| 4     | 40 a 44 | 24    |
| 12    | 35 a 39 | 12    |
| 16    | 30 a 34 | 16    |
| 8     | 25 a 29 | 12    |
| 24    | 20 a 24 | 8     |
| 28    | 15 a 19 | 4     |
| 20    | 10 a 14 | 8     |
| 8     | 5 a 9   | 16    |
| 20    | 0 a 4   | 8     |

## Economia
El 2007 la població en edat de treballar era de 278 persones, 202 eren actives i 76 eren inactives. De les 202 persones actives 185 estaven ocupades (94 homes i 91 dones) i 17 estaven aturades (8 homes i 9 dones). De les 76 persones inactives 27 estaven jubilades, 32 estaven estudiant i 17 estaven classificades com a «altres inactius».

### Ingressos
El 2009 a Guiseniers hi havia 151 unitats fiscals que integraven 425 persones, la mediana anual d'ingressos fiscals per persona era de 19.761 €.

### Activitats econòmiques
Dels 10 establiments que hi havia el 2007, 1 era d'una empresa de fabricació d'altres productes industrials, 2 d'empreses de construcció, 2 d'empreses de comerç i reparació d'automòbils, 2 d'empreses de transport, 1 d'una empresa de serveis i 2 d'empreses classificades com a «altres activitats de serveis».
Dels 3 establiments de servei als particulars que hi havia el 2009, 1 era una lampisteria, 1 electricista i 1 perruqueria.
L'any 2000 a Guiseniers hi havia 12 explotacions agrícoles que ocupaven un total de 1.136 hectàrees.

## Equipaments sanitaris i escolars
El 2009 hi havia una escola elemental integrada dins d'un grup escolar amb les comunes properes formant una escola dispersa.

## Poblacions més properes
El següent diagrama mostra les poblacions més properes.